# Charles A. Lockwood

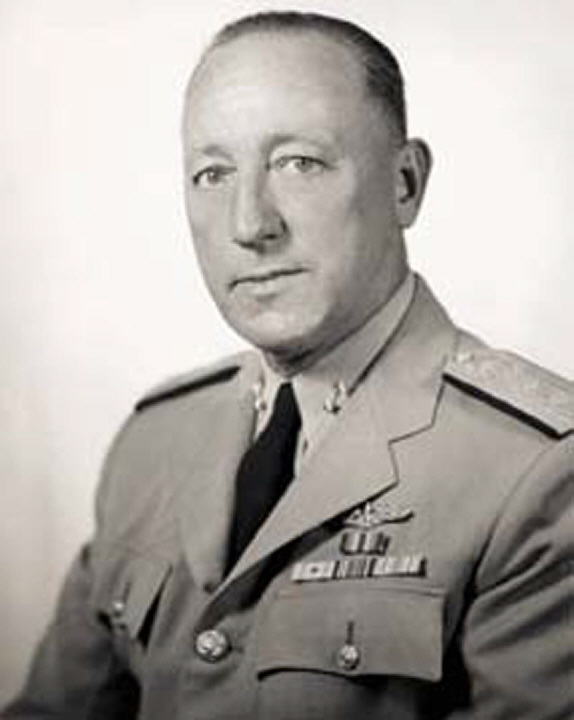
Charles A. Lockwood

Charles A. Lockwood  (* 6. Mai 1890 in Midland, Virginia; † 6. Juni 1967 in San Bruno, Kalifornien) war ein Vizeadmiral der United States Navy. Er war Befehlshaber der U-Boot-Pazifik-Flotte während des Zweiten Weltkriegs.

## Biografie
Lockwood absolvierte um 1912 die United States Naval Academy. Er diente danach bis 1914 auf verschiedenen Schlachtschiffen.
1914 hatte er seinen ersten Einsatz auf einem U-Boot. Er diente seit dem auf verschiedenen U-Booten und war, mit einer kurzen Ausnahme, dauerhaft mit der U-Bootmarine verbunden.
Im Juni 1939 wurde er Stabschef beim Kommandanten U-Boot-Streitkräfte der US-Navy. Ab Februar 1941 war er Marineattaché an der US-Botschaft in London.
Er wurde zum Rear Admiral (Konteradmiral) befördert und übernahm 1942 in Perth, Westaustralien das Kommando der U-Bootflotte Südwestpazifik und der dortigen Alliierten Seestreitkräfte. Dort setzte er an zwei Schwachstellen der amerikanischen U-Boot-Flotte an. Um die mangelnde Aggressivität und Kompetenz in der Bootsführung zu bekämpfen, tauschte er mit der Zeit zahlreiche erfolglose Kommandanten aus. Für die Besatzungen, die während langer Einsatzzeiten in ihren Booten zusammengepfercht waren, sicherte er Hotels, in denen sich diese erholen konnten und steigerte damit die Moral der Truppe. Mit eigenen Tests wies er dem Waffenamt der Marine nach, dass die amerikanischen Torpedos und nicht deren angebliche inkompetente Bedienung der Grund für die schlechte Versenkungsquote war. Die Trefferquoten in der Marine stiegen nach Verbesserungen von 20 % noch Ende 1943 auf 50 % danach.
Im Februar 1943, nach dem Tod des Rear Admirals Robert Henry English, wurde Lockwood von Admiral King als sein Nachfolger zum Kommandant der U-Boote der US-Pazifikflotte ernannt und im Oktober 1943 zum Vizeadmiral befördert. Der beliebte Admiral hatte den Spitznamen „Onkel Charlie“. In seiner Zeit wurden mehrere hundert U-Boote in seiner Flotte in den Dienst gestellt und konnten ausgerüstet mit neuen Mark-18-Torpedos und Radar sowie reichlich ausgewerteten Ultra-Funksprüchen und vorgeschobenen Stützpunkten aus die Versenkungszahlen dramatisch erhöhen. Lockwood führte auch erfolgreich die Taktik von Dreier-Rudeln gegen Konvois ein. Nach 1944 gab es kaum mehr lohnende Angriffsziele für U-Boote im Kampf gegen die japanische Handelsflotte.
Nach dem Krieg diente Lockwood als US-Marinegeneralinspektor bis zu seinem Ruhestand im Juni 1947. Er lebte nun in Los Gatos, Kalifornien. Er verfasste mehrere Bestseller-Bücher über die Marine und war Berater bei dem Film Operation Pacific (Unternehmen Seeadler) mit John Wayne.
Lockwood war verheiratet.
Er wurde 1967 auf Yerba Buena Island auf dem Golden Gate National Cemetery in San Bruno bei San Francisco beigesetzt,  neben seiner Frau sowie Fleet Admiral Chester W. Nimitz, Admiral Raymond A. Spruance und Admiral Richmond K. Turner.

## Ehrungen und Auszeichnungen
Ehrungen
- Fregatte USS Lockwood (FF-1064)

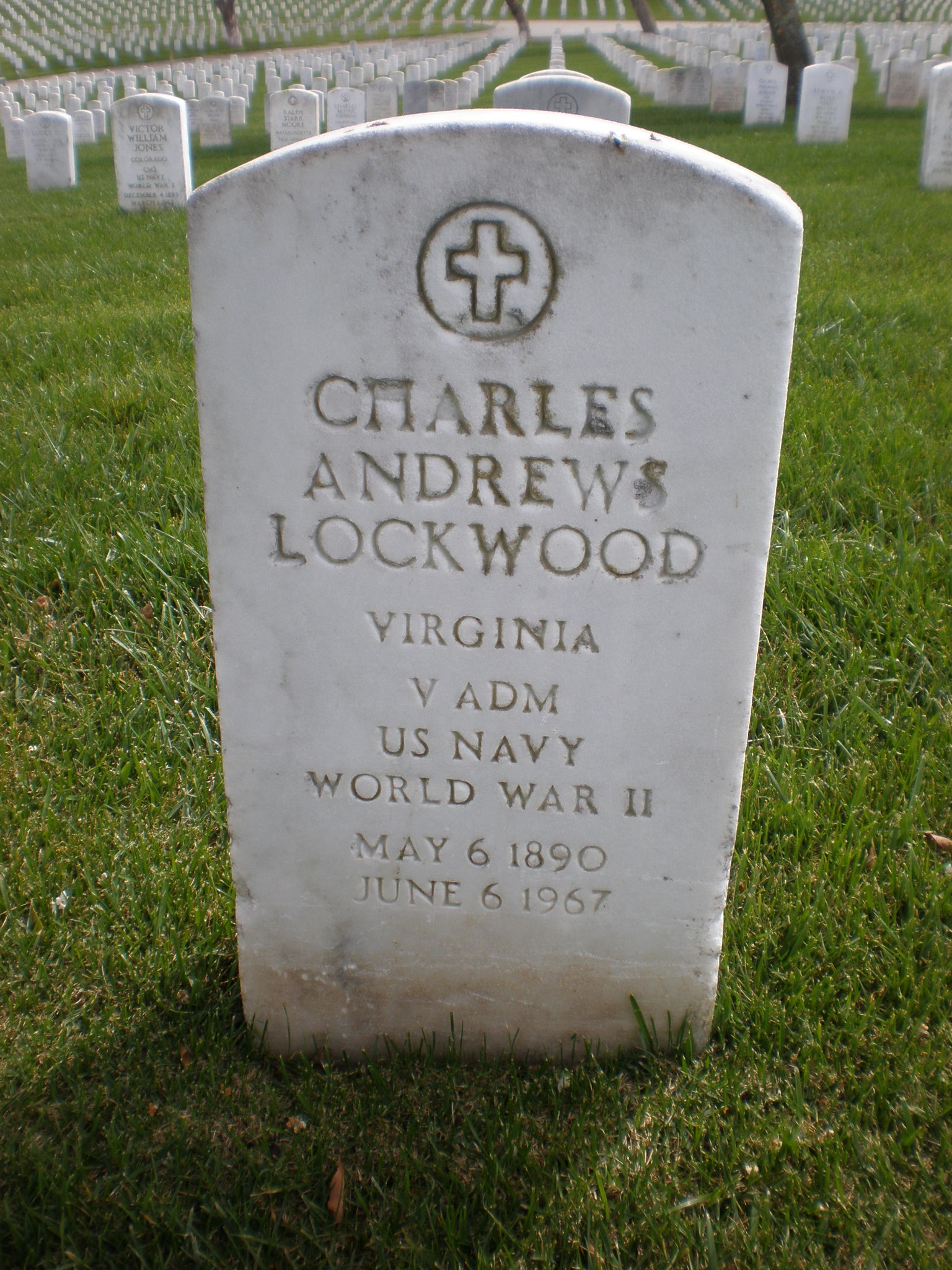
Grabstein im Golden Gate National Cemetery

- Der Marine U-Boot-Verein vergibt jährlich den  Charles A. Lockwood-Award

Auszeichnungen (Auswahl)
- Navy Distinguished Service Medal
- Legion of Merit
- American Defense Service Medal

## Schriften
- Sink ‘Em All, Autobiografie, 1951
- Hell Cats of the Sea, New York 1955, Greenberg (Co-Autor Hans Christian Adamson)
- Hell at 50 Fathoms, 1962; verfilmt als Hell Cats of the Navy mit  Ronald Reagan und Nancy Davis
- Down to the Sea in Subs, 1967